# Saint-Pancré
Saint-Pancré est une commune française située dans le département de Meurthe-et-Moselle en région Grand Est.

## Géographie
| Virton ( Belgique) |                      | Ville-Houdlémont |
|                    | Saint-Pancré         |                  |
| Tellancourt        | Fresnois-la-Montagne | Cosnes-et-Romain |

La commune est délimitée à l’ouest par la frontière franco-belge qui la sépare de la province de Luxembourg. Les villages belges les plus proches sont Saint-Remy et Grandcourt.

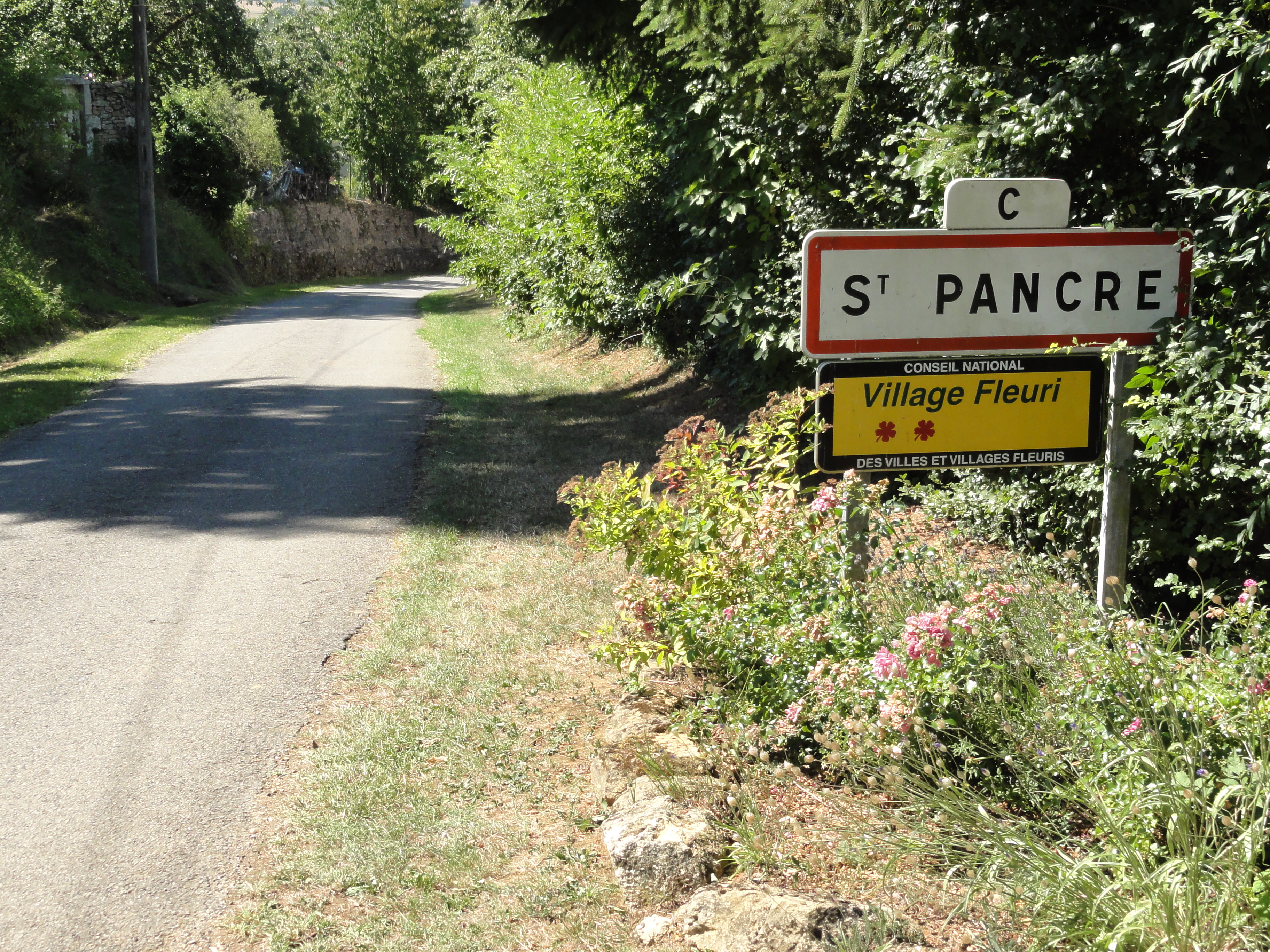
Entrée de Saint-Pancré.

### Hydrographie

#### Réseau hydrographique
La commune est dans le bassin versant de la Meuse au sein du bassin Rhin-Meuse. Elle est drainée par le ruisseau de Saint Rémy,.

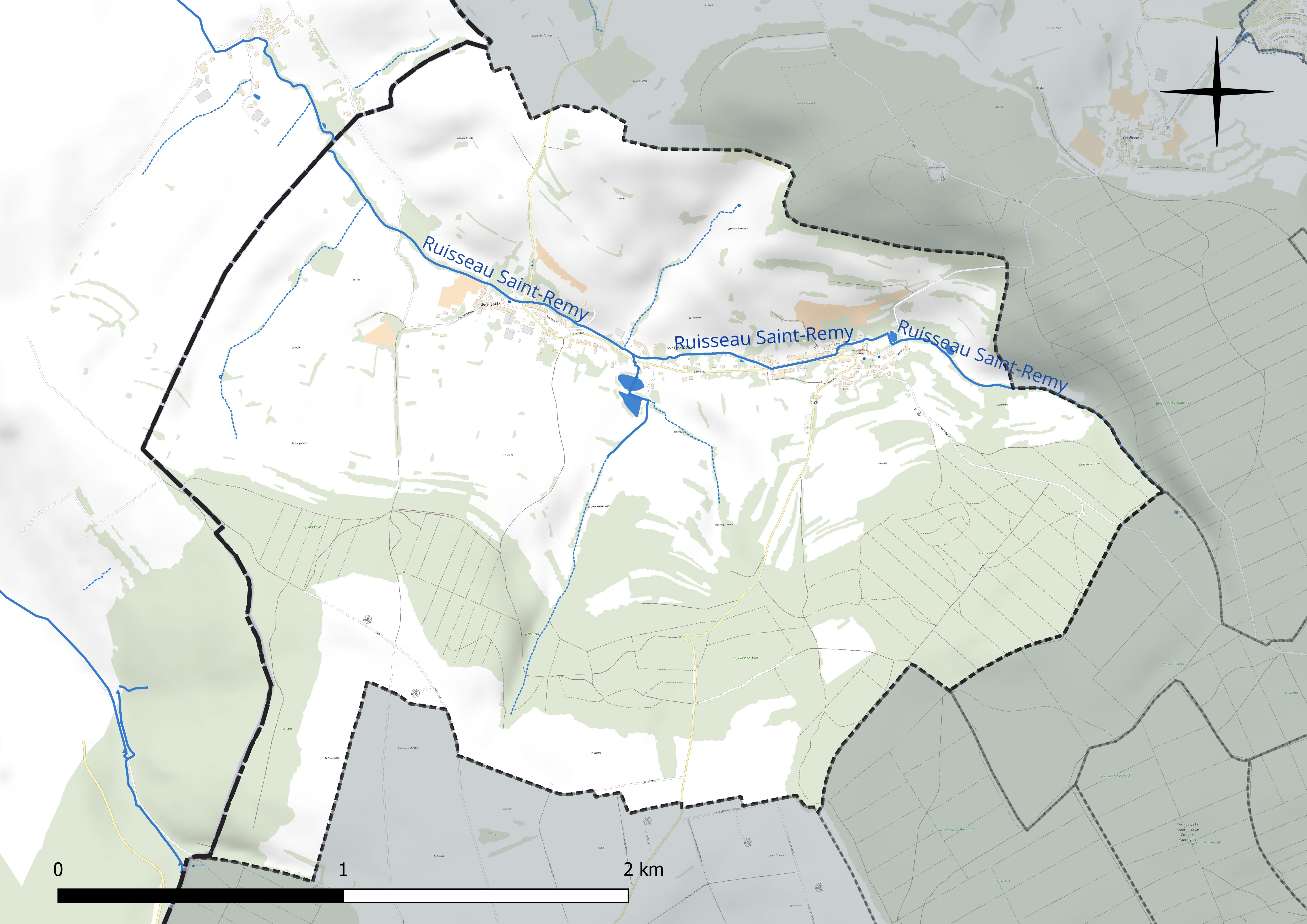
Réseau hydrographique de Saint-Pancré.

#### Gestion et qualité des eaux
Le territoire communal est couvert par le schéma d'aménagement et de gestion des eaux (SAGE) « Bassin ferrifère ». Ce document de planification concerne le périmètre des anciennes galeries des mines de fer, des aquifères et des bassins versants hydrographiques associés qui s’étend sur 2 418 km2. Les bassins versants concernés sont celui de la Chiers en amont de la confluence avec l'Othain, et ses affluents (la Crusnes, la Pienne, l'Othain), celui de l'Orne et ses affluents et celui de la Fensch, le Veymerange, la Kiesel et les parties françaises du bassin versant de l'Alzette et de ses affluents (Kaylbach, ruisseau de Volmerange). Il a été approuvé le 27 mars 2015. La structure porteuse de l'élaboration et de la mise en œuvre est la région Grand Est. 
La qualité des cours d’eau peut être consultée sur un site dédié géré par les agences de l’eau et l’Agence française pour la biodiversité. 

### Climat
Pour des articles plus généraux, voir Climat du Grand Est et Climat de Meurthe-et-Moselle.
En 2010, le climat de la commune est de type climat de montagne, selon une étude du Centre national de la recherche scientifique s'appuyant sur une série de données couvrant la période 1971-2000. En 2020, Météo-France publie une typologie des climats de la France métropolitaine dans laquelle la commune est exposée à un climat semi-continental et est dans la région climatique  Lorraine, plateau de Langres, Morvan, caractérisée par un hiver rude (1,5 °C), des vents modérés et des brouillards fréquents en automne et hiver. 
Pour la période 1971-2000, la température annuelle moyenne est de 9,2 °C, avec une amplitude thermique annuelle de 16,1 °C. Le cumul annuel moyen de précipitations est de 969 mm, avec 13,6 jours de précipitations en janvier et 9,9 jours en juillet. Pour la période 1991-2020, la température moyenne annuelle observée sur la station météorologique de Météo-France la plus proche, « Villette », sur la commune de Villette à 9 km à vol d'oiseau, est de 10,1 °C et le cumul annuel moyen de précipitations est de 909,4 mm. 
La température maximale relevée sur cette station est de 39 °C, atteinte le 25 juillet 2019 ; la température minimale est de −14,8 °C, atteinte le 20 décembre 2009,,. 
Les paramètres climatiques de la commune ont été estimés pour le milieu du siècle (2041-2070) selon différents scénarios d'émission de gaz à effet de serre à partir des nouvelles projections climatiques de référence DRIAS-2020. Ils sont consultables sur un site dédié publié par Météo-France en novembre 2022.

## Urbanisme

### Typologie
Au 1er janvier 2024, Saint-Pancré est catégorisée commune rurale à habitat dispersé, selon la nouvelle grille communale de densité à sept niveaux définie par l'Insee en 2022.
Elle est située hors unité urbaine et hors attraction des villes,.

### Occupation des sols
L'occupation des sols de la commune, telle qu'elle ressort de la base de données européenne d’occupation biophysique des sols Corine Land Cover (CLC), est marquée par l'importance des territoires agricoles (60,9 % en 2018), une proportion sensiblement équivalente à celle de 1990 (60,3 %). La répartition détaillée en 2018 est la suivante : forêts (33,1 %), prairies (32,5 %), terres arables (24 %), zones urbanisées (6,1 %), zones agricoles hétérogènes (4,3 %). L'évolution de l’occupation des sols de la commune et de ses infrastructures peut être observée sur les différentes représentations cartographiques du territoire : la carte de Cassini (XVIIIe siècle), la carte d'état-major (1820-1866) et les cartes ou photos aériennes de l'IGN pour la période actuelle (1950 à aujourd'hui).

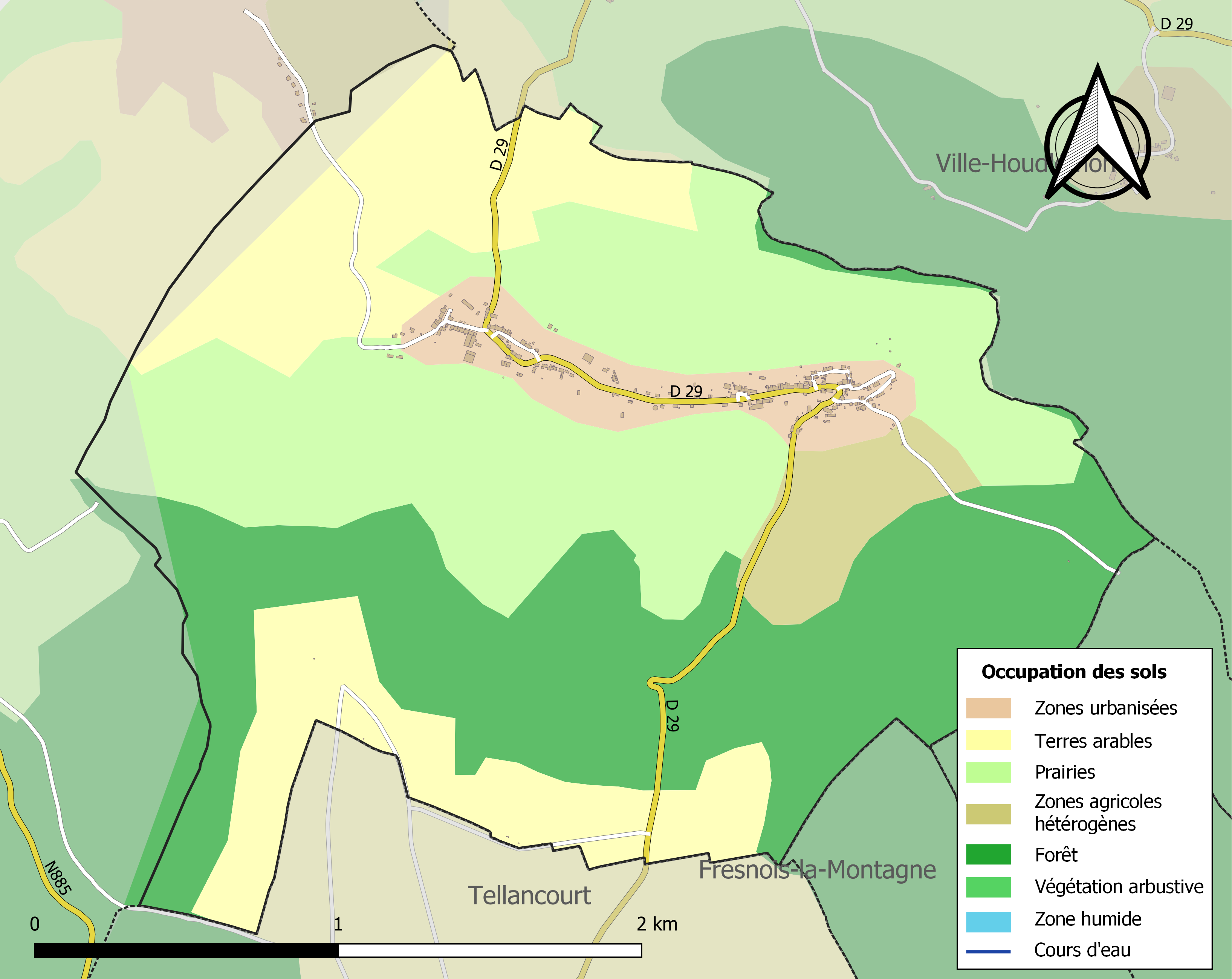
Carte des infrastructures et de l'occupation des sols de la commune en 2018 (CLC).

## Toponymie
Le nom de la localité est attesté sous les formes La Forge de Saint-Panscrey (1451) ; Saint-Pancras (1571) ; Saint-Pangrey (1605) ; Saint-Pancrey (1614) ; Saint-Panscray (1616) ; Eccl. sancti Pancratii (XVIIIe siècle) ; Saint-Pancrès (1749).

Saint-Pancré est un hagiotoponyme qui fait référence à Saint Pancrace, de l'oïl et du nom d'un saint, Pancratius.

## Histoire
- Village de l'ancienne province du Barrois.
- L'écart de Buré-la-Ville a été rattaché à Saint-Pancré en 1811.

Le 22 août 1914, l'armée impériale allemande exécute 10 civils et détruit 27 maisons, lors des atrocités allemandes commises au début de l'invasion.

## Politique et administration
| Période                                  | Période                   | Identité                                    | Étiquette | Qualité      |
| ---------------------------------------- | ------------------------- | ------------------------------------------- | --------- | ------------ |
| Les données manquantes sont à compléter. |                           |                                             |           |              |
| mars 1977                                | février 2012              | Bernard Brunette                            | PS        |              |
| avril 2012                               | En cours (au 25 mai 2020) | René Saunier Réélu pour le mandat 2020-2026 |           | Ancien cadre |

## Population et société

### Démographie
L'évolution du nombre d'habitants est connue à travers les recensements de la population effectués dans la commune depuis 1793. Pour les communes de moins de 10 000 habitants, une enquête de recensement portant sur toute la population est réalisée tous les cinq ans, les populations de référence des années intermédiaires étant quant à elles estimées par interpolation ou extrapolation. Pour la commune, le premier recensement exhaustif entrant dans le cadre du nouveau dispositif a été réalisé en 2007.

En 2022, la commune comptait 308 habitants, en évolution de −3,75 % par rapport à 2016 (Meurthe-et-Moselle : −0,13 %, France hors Mayotte : +2,11 %).
| 1793 | 1800 | 1806 | 1821 | 1836 | 1841 | 1861 | 1866 | 1872 |
| ---- | ---- | ---- | ---- | ---- | ---- | ---- | ---- | ---- |
| 260  | 273  | 269  | 453  | 625  | 637  | 617  | 583  | 510  |

| 1876 | 1881 | 1886 | 1891 | 1896 | 1901 | 1906 | 1911 | 1921 |
| ---- | ---- | ---- | ---- | ---- | ---- | ---- | ---- | ---- |
| 491  | 503  | 505  | 483  | 528  | 514  | 496  | 510  | 363  |

| 1926 | 1931 | 1936 | 1946 | 1954 | 1962 | 1968 | 1975 | 1982 |
| ---- | ---- | ---- | ---- | ---- | ---- | ---- | ---- | ---- |
| 361  | 329  | 323  | 278  | 306  | 296  | 267  | 271  | 276  |

| 1990 | 1999 | 2006 | 2007 | 2012 | 2017 | 2022 | - | - |
| ---- | ---- | ---- | ---- | ---- | ---- | ---- | - | - |
| 270  | 283  | 302  | 305  | 321  | 316  | 308  | - | - |

## Culture locale et patrimoine

### Lieux et monuments
- Église Saint-Pancrace de Saint Pancré, église paroissiale « construite sur un terrain vague en 1833 »[23] en remplacement d'une chapelle « très ancienne, dans un tel état de dépérissement qu'il est impossible d’y remédier autrement que par une reconstruction totale »[réf. nécessaire].
- Devant l'église, une statue du Sacré-Cœur.
- Monument aux morts.
- Vestiges du château de la famille de Failly, détruit à la Révolution, dont il ne subsiste qu'une tour de plan circulaire du XVIe siècle.
- Sentier des minières[24].

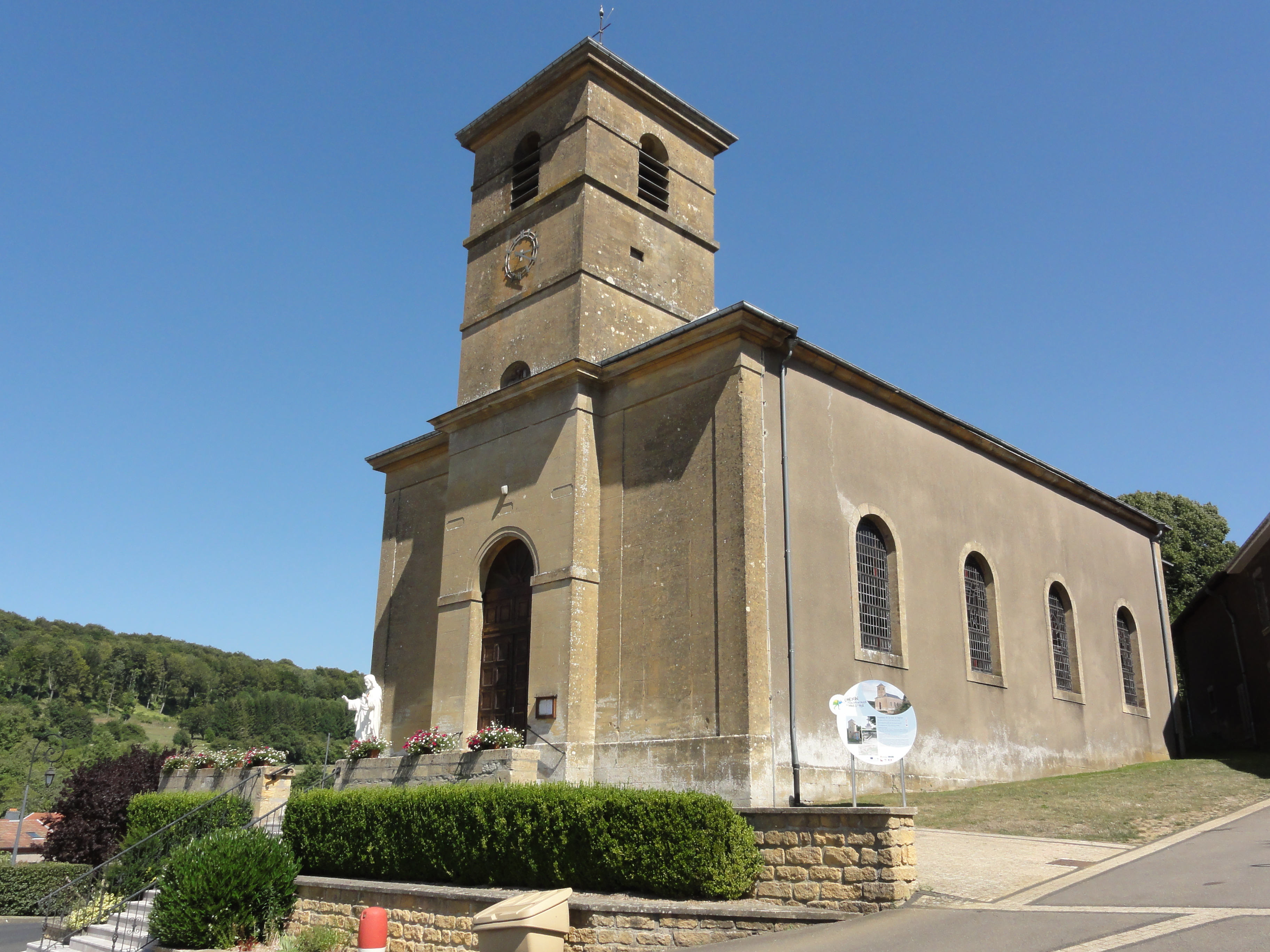
L’église Saint-Pancrace.
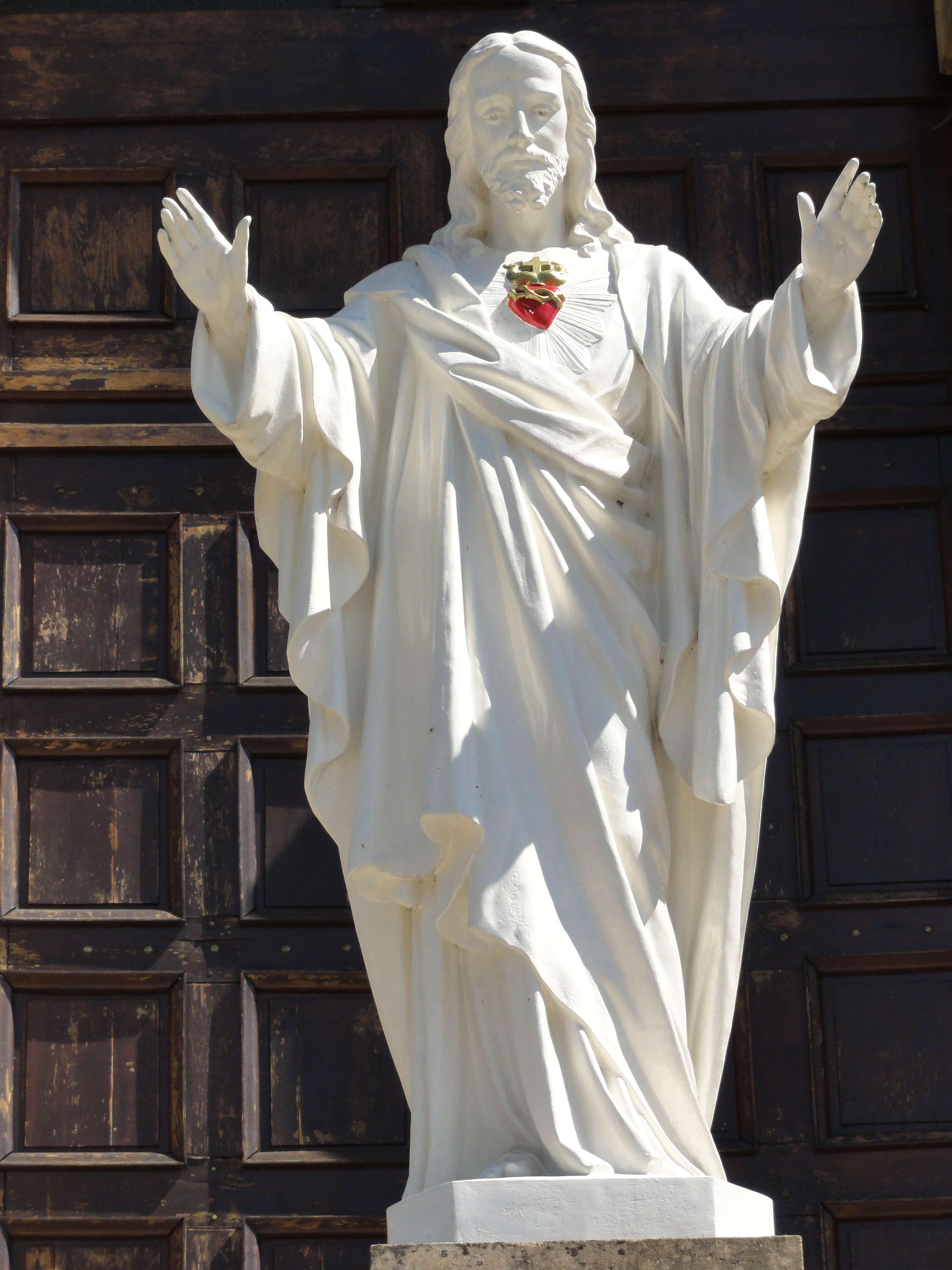
La statue du Sacré-Cœur
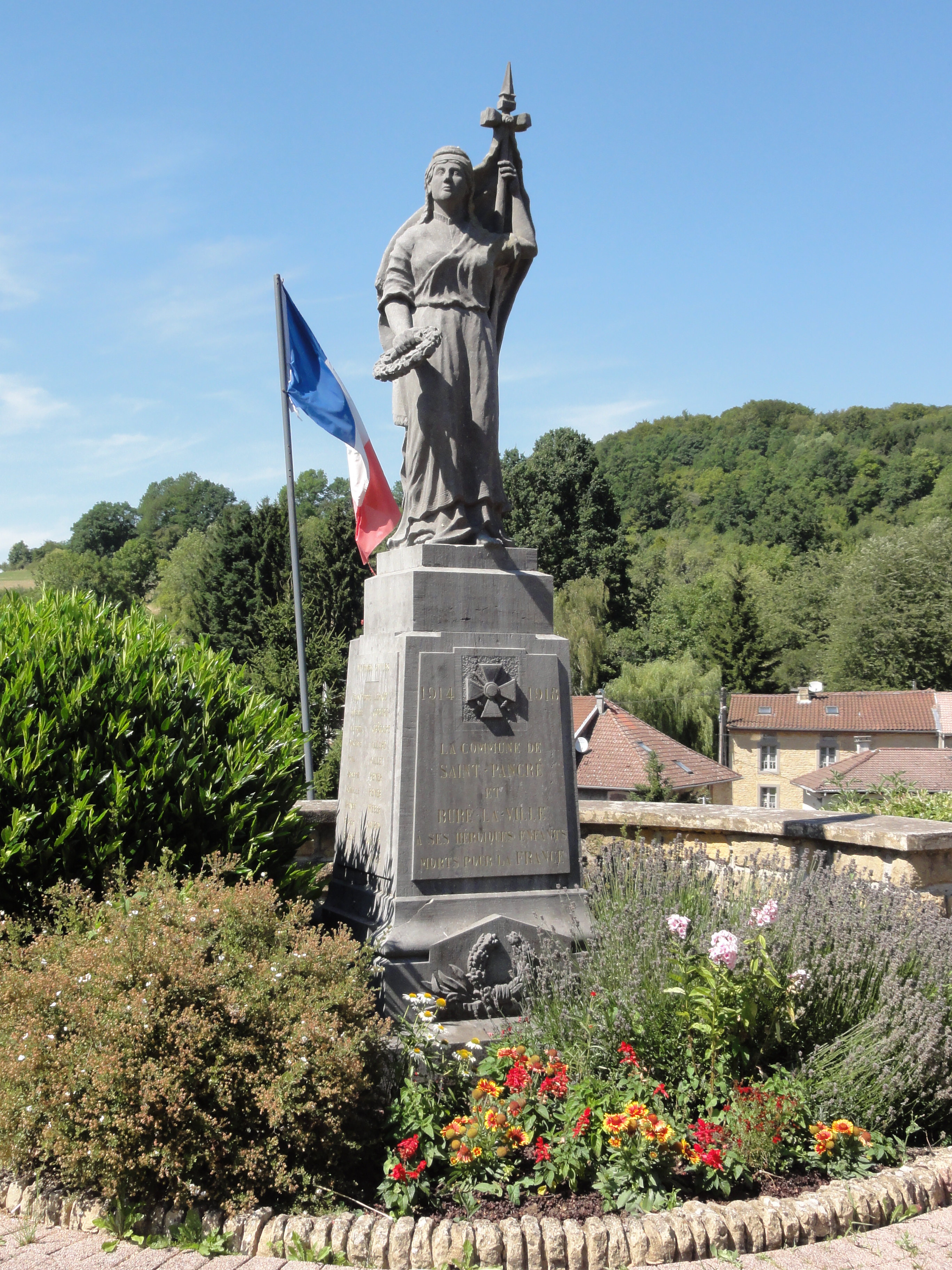
Le monument aux morts.
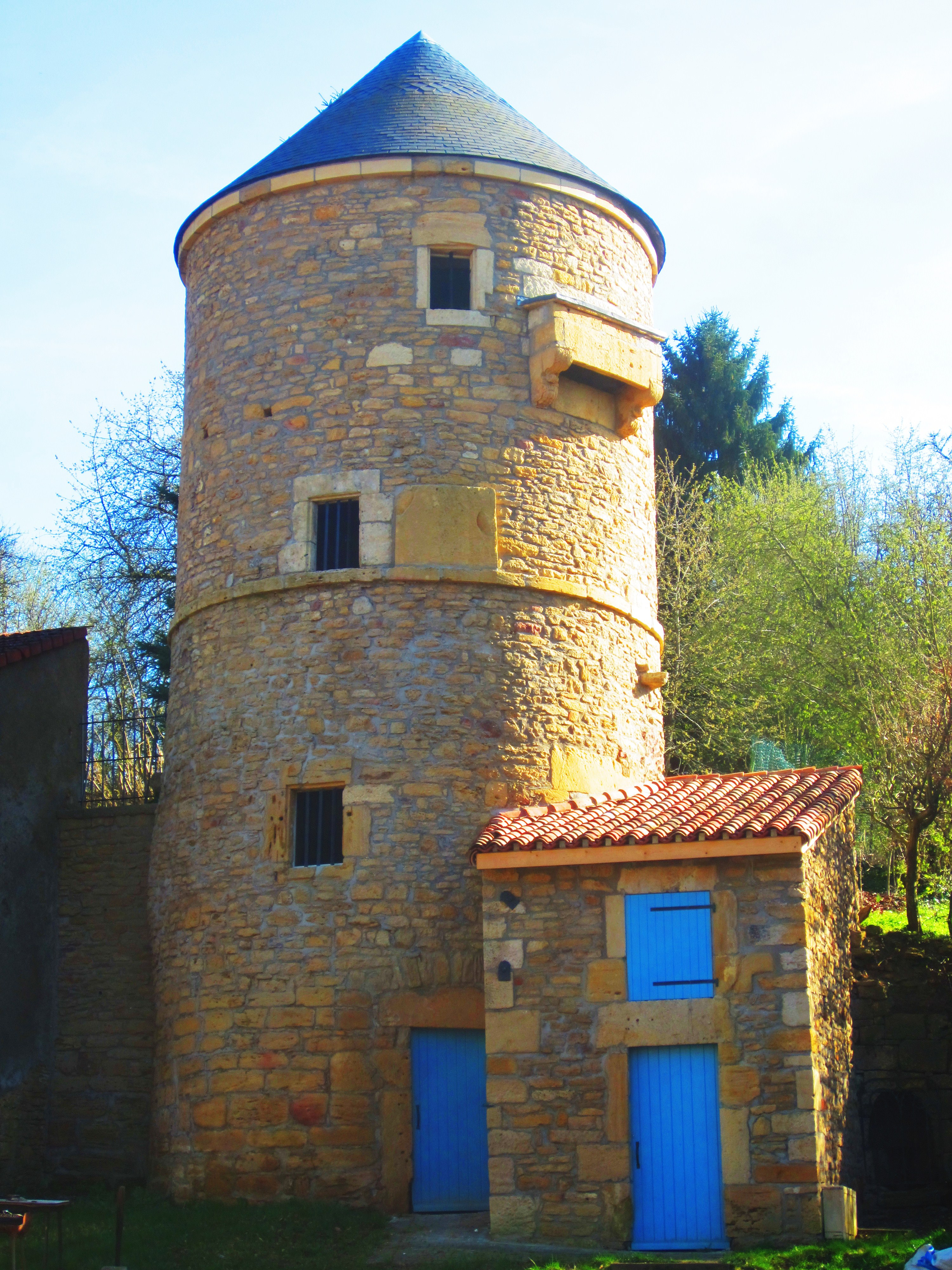
Vestiges du château de la famille de Failly.
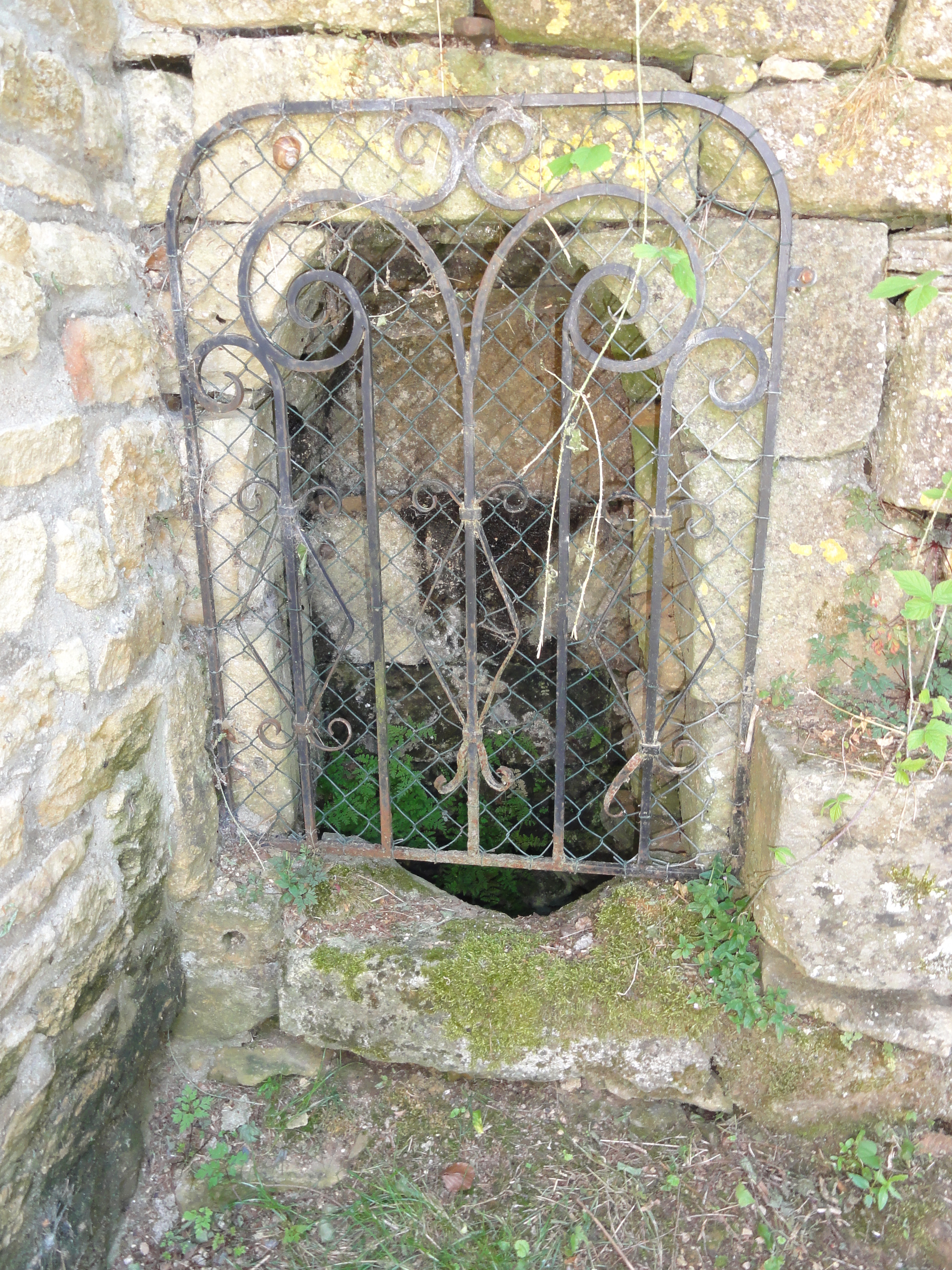
La source au pied de la tour du château.

### Héraldique, logotype et devise
| Blason de Saint-Pancré | Blason  | D'azur à deux barbeaux adossés d'or accostés de deux croix de Lorraine de même et accompagnés en chef d'une croix recroisetée d'argent et en pointe de deux pics de mineur de même mis en sautoir.                                                                                   |
| Blason de Saint-Pancré | Détails | Ces armoiries sont celles du bailliage de Villers la Montagne dont Saint Pancré faisait partie. La croix recroisetée en abîme est ici remplacée par deux pics en sautoir pour évoquer les mines de fer exploitées dès le Moyen-Age. Le statut officiel du blason reste à déterminer. |